# Dracaena tamaranae
Dracaena tamaranae är en sparrisväxtart som beskrevs av Marrero Rodr., R.S.Almeira och M.Gonzales-martin. Dracaena tamaranae ingår i släktet dracenor, och familjen sparrisväxter. Inga underarter finns listade i Catalogue of Life.

## Bildgalleri

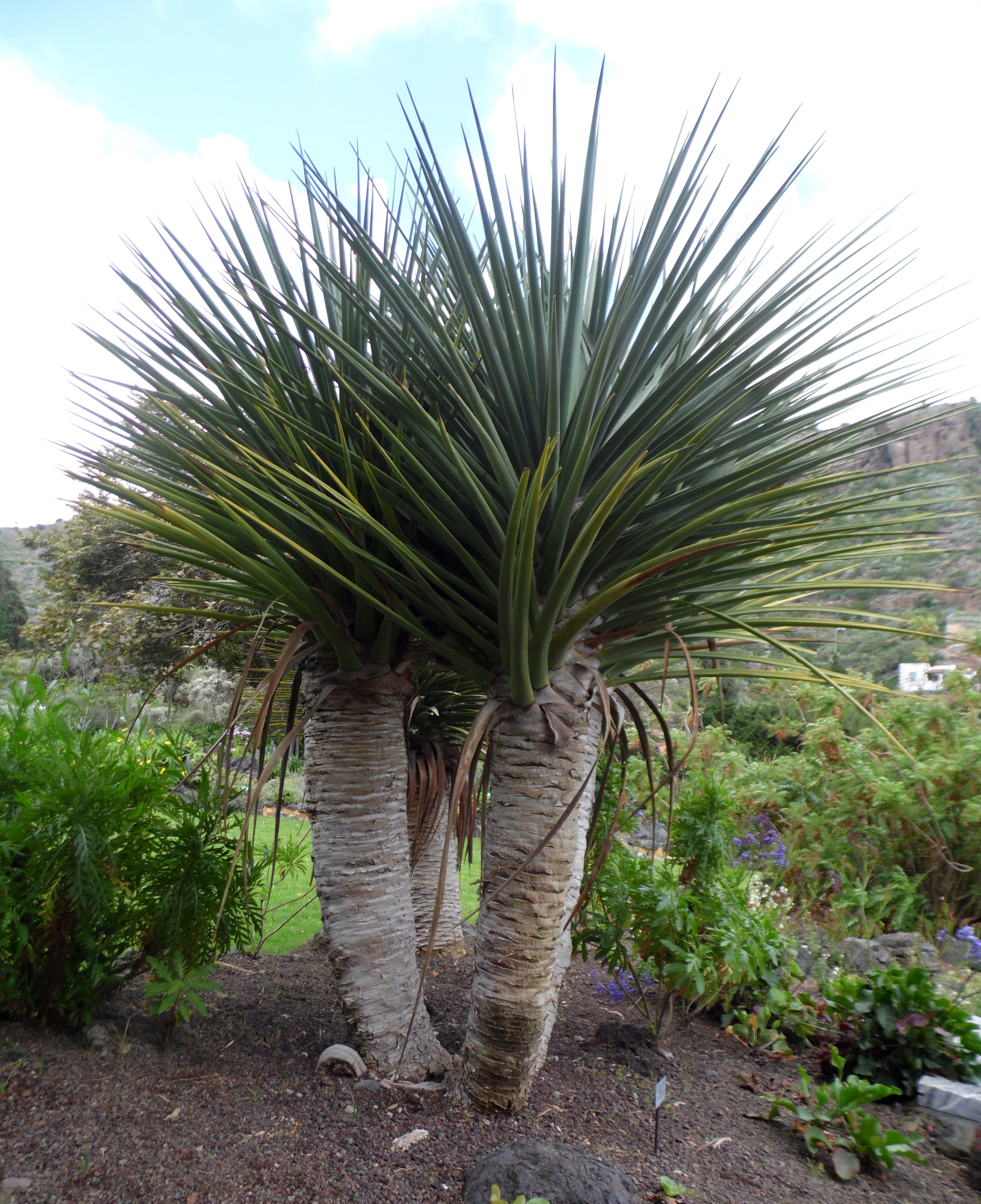
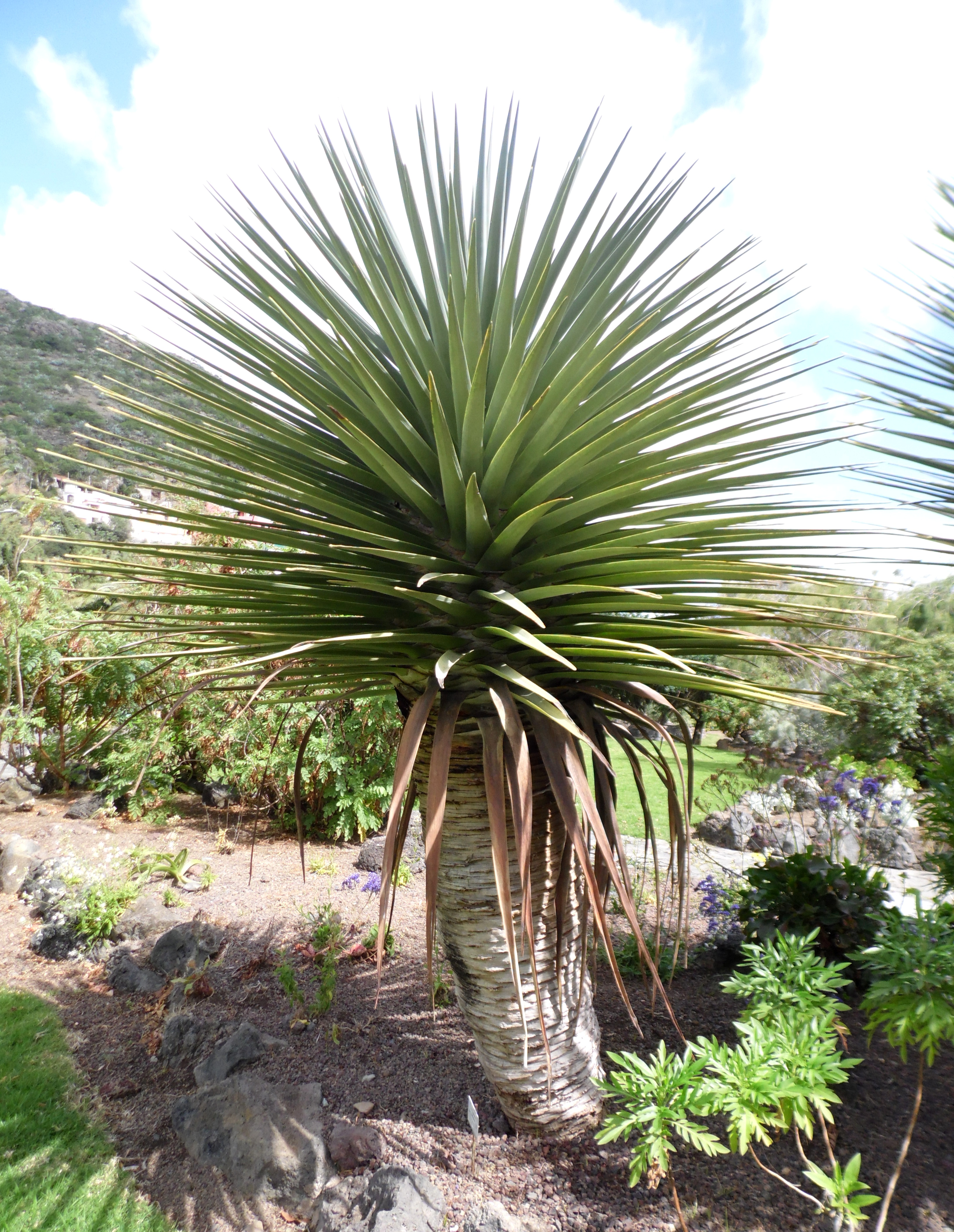